# Chelonus bicoloricornis
Chelonus bicoloricornis är en stekelart som först beskrevs av Baker 1926.  Chelonus bicoloricornis ingår i släktet Chelonus och familjen bracksteklar. Inga underarter finns listade i Catalogue of Life.